# Torneo di Wimbledon 1982
Il Torneo di Wimbledon 1982 è stata la 96ª edizione del Torneo di Wimbledon e seconda prova stagionale dello Slam per il 1982. Si è giocato sui campi in erba dell'All England Lawn Tennis and Croquet Club di Wimbledon a Londra, in Gran Bretagna, dal 21 giugno al 4 luglio 1982.

## Risultati

### Singolare maschile
Jimmy Connors ha battuto in finale  John McEnroe con il punteggio di 3–6, 6–3, 6(2)–7, 7–6(5), 6–4.

### Singolare femminile
Martina Navrátilová ha battuto in finale  Chris Evert con il punteggio di 6–1, 3–6, 6–2.

### Doppio maschile
Peter McNamara /  Paul McNamee hanno battuto in finale  Peter Fleming /  John McEnroe con il punteggio di 6–3, 6–2.

### Doppio femminile
Martina Navrátilová /  Pam Shriver hanno battuto in finale  Kathy Jordan /  Anne Smith con il punteggio di 6–4, 6–1.

### Doppio misto
Anne Smith /  Kevin Curren hanno battuto in finale  Wendy Turnbull /  John Lloyd con il punteggio di 2–6, 6–3, 7–5.

## Junior

### Singolare ragazzi
Patrick Cash ha battuto in finale  Henrik Sundström con il punteggio di 6–4, 6(5)–7, 6–3.

### Singolare ragazze
Catherine Tanvier ha battuto in finale  Helena Suková con il punteggio di 6–2, 7–5.

### Doppio ragazzi
Patrick Cash /  John Frawley hanno battuto in finale  Rick Leach /  Joel Ross con il punteggio di 6–3, 6–4.

### Doppio ragazze
Penny Barg /  Beth Herr hanno battuto in finale  Barbara Gerken /  Gretchen Rush con il punteggio di 6–1, 6–4.